# Monastère de l'Incarnation (Madrid)
Le monastère royal de l'Incarnation est un couvent de religieuses augustines récollettes du XVIIe siècle situé à Madrid (Espagne). En raison des collections artistiques qu'il abrite, il est, avec le monastère des Déchaussées royales, l'un des temples les plus remarquables de la ville.

## Histoire
La fondation du monastère par la reine Marguerite d'Autriche-Styrie, a été motivée par la volonté de célébrer l'expulsion des Morisques, résidents maures, par son mari. La reine fit venir la prieure du monastère des Déchaussées royales de San Agustín à Valladolid, la Mère Mariana de San José, accompagnée de Francisca de San Ambrosio (sœur de la marquise de Pozas), Catalina de la Encarnación et Isabel de la Cruz. D'abord logés au couvent Santa Isabel en attendant l'achèvement des travaux, elles reçurent des dons du roi et de la reine, notamment des bijoux, pour financer le monastère. Le monastère a été construit à côté de l'Alcazar royal de Madrid, qui existait alors, et disposait d'un passage pour permettre aux rois d'y accéder directement. Le monastère a été inauguré le 2 juillet 1616, quelques années après la mort de la reine Marguerite.
L'architecte et frère Alberto de la Madre de Dios a conçu et construit le monastère entre 1611 et 1616. La façade est d'une sobriété qui rappelle le style de Juan de Herrera. Le monastère, qui est aujourd'hui en partie un musée, possède de nombreuses œuvres d'art et des reliques, notamment des tubes contenant le sang de saint Janvier de Bénévent et de saint Pantaléon.
Sous le règne de Charles IV d'Espagne, son premier ministre, Manuel Godoy, assistait ici à la messe quotidienne, venant à pied de son palais voisin, le Palais Marqués de Grimaldi. Lorsque Joseph Bonaparte est arrivé à Madrid en tant que roi, un chat pendu a été trouvé sur la porte du monastère avec l'inscription suivante : Si no lías pronto el hato, te verás como este gato. ("Si tu ne quittes pas bientôt cette ville tu finiras comme ce chat"). Au XIXe siècle, le compositeur Lorenzo Román Nielfa y était professeur de musique. Le monastère a été ouvert au public en 1965.

## Description
L'auteur de l'église et de la partie conventuelle est l'architecte de la cour Frère Alberto de la Madre de Dios. La façade principale, avec ses lignes herreriennes sévères, se distingue. Malgré l'apparente austérité des lignes, certains éléments indiquent une nouvelle esthétique, comme l'allongement excessif de la façade ou le fronton pointu dans lequel se détache l'oculus.
La façade conçue par le frère Alberto est l'une des œuvres les plus influentes de l'architecture espagnole, précédée par le compas, ou cour extérieure, avec les armoiries de la reine Marguerite et un relief en marbre de l'Annonciation, œuvre du sculpteur catalan Antonio de Riera. L'église a un plan en croix latine. La petite place qui précède la façade de l'église est également remarquable, ce qui est très commun dans toutes les œuvres de cet architecte religieux.
Au XVIIIe siècle, Ventura Rodríguez a décoré l'intérieur de l'église en l'adaptant au style de l'époque. Des chapiteaux ioniques, un entablement continu et des voûtes à caissons, des retables et plusieurs toiles importantes ont été ajoutés. Cependant, la structure originale de Fray Alberto subsiste encore, comme en témoignent l'arc principal marqué, les trois travées de la nef avec des autels peu profonds et une loge royale. Les bases des piliers et les embrasures de portes en granit proviennent du bâtiment d'origine.
Dans toute la nef, on trouve une série de toiles ayant pour thème la vie de Saint Augustin, qui sont complétées par les fresques de la voûte de la chapelle principale, œuvre de Francisco Bayeu. Au centre du retable principal, on peut voir le tableau de l'Annonciation de Vicente Carducho, encadré par deux paires de colonnes corinthiennes, et de part et d'autre les images de Saint Augustin et de sa mère Sainte Monique, dans le style de Gregorio Fernández.
Le tabernacle est un chef-d'œuvre de Ventura Rodríguez. Les petites statues des saints docteurs qui l'ornent sont l'œuvre d'Isidro Carnicero, tout comme le relief du Sauveur sur la petite porte.
Le monastère possède une importante collection de peintures et de sculptures, notamment des œuvres de Bernardino Luini (La Nativité), Luca Giordano, Juan van der Hamen, Pedro de Mena, José de Mora (Mater Dolorosa) et Gregorio Fernández (Christ gisant et Christ attaché à la colonne).
Le monastère abrite un musée thérésien. Une des œuvres les plus remarquables est un dessin réalisé par Jean de la Croix représentant un Christ en Croix.